# Formulas Fatal to the Flesh
Formulas Fatal to the Flesh címmel jelent meg az amerikai death metal együttes Morbid Angel ötödik nagylemeze 1998. május 24-én az Earache Records gondozásában. Ezen a korongon debütált Steve Tucker a Morbid Angel tagjaként, akivel összesen három nagylemezt készített a zenekar. A lemez címe utalás a 666-os számra, ami a sátán számaként ismert. Az F betű az ABC hatodik betűje, a címet alkotó szavak kezdőbetűinek szemrevételekor (Formulas Fatal Flesh) pedig három darab F betű olvasható. Steve Tucker érkezésével azonban sumér mitológián, ősi vallásokon alapuló dalszövegek is megjelentek a korábbi keresztényellenes mondandó mellett. A dalokat Trey Azagthoth egymaga írta (az Ascent Through the Spheres és a Hymnos Rituales De Guerra dalokban Pete Sandoval is szerepel, mint társszerző), de a produceri teendőket is magára vállalta a gitár. Gitárja a Covenant és a Domination lemezeken megszokott súlyossággal szólalt meg, a felvételek alkalmával ezennel is használt 7 húros gitárokat, melyeken Bb hangolásban játszott.
Az Invocation of the Continual One nem teljesen új szerzemény, a dal egy része már 1984-ben megszületett, de a Hellspawn: The Rebirth is a 80-as években született (utóbbi szerepelt az 1986-os demofelvételeket tartalmazó Abominations of Desolation albumon is).
Az album vegyes kritikákban részesült az AllMusic erősen közepesnek értékelte, a lehetséges öt csillagból hárommal. Ezenkívül Azagthoth mellett külön kiemelte a ritmusszekció játékát is.
A metal-observer 6.5 ponttal jutalmazta a tízből, és kifejtette, hogy az az „érzelmi mélység” hiányzik az albumból, ami az elődjeit jellemezte. Emellett kifejtette, hogy Tucker elődjéhez képest mélyebb, brutálisabb hangja jól passzol a zenéhez, de nem olyan karakteres, mint David Vincent volt.
A Sputnikmusic 4 ponttal jutalmazta az ötből, és megállapította, hogy a lemez az együttes legerősebb munkái közé sorolható.
A Formulas Fatal to the Flesh volt az együttes addigi leggyorsabb lemeze, melyről hiányoztak a korábban jelenlévő lassabb, középtempós dalok. Ezen a lemezen található az együttes leghosszabb dala az Invocation of the Continual One képében.

## Számlista
1. Heaving Earth – 3:54
2. Prayer of Hatred – 4:28
3. Bil Ur-Sag – 2:30
4. Nothing is Not – 4:44
5. Chambers of Dis – 3:30
6. Disturbance in the Great Slumber – 2:32
7. Umulamahri – 4:34
8. Hellspawn: The Rebirth – 2:43
9. Covenant of Death – 6:08
10. Hymn to a Gas Giant – 1:04
11. Invocation of the Continual One – 9:47
12. Ascent through the Spheres – 2:02
13. Hymnos Rituales de Guerra – 2:43
14. Trooper – 0:55

## Közreműködők
- Steve Tucker – basszusgitár, ének
- Trey Azagthoth – gitár, billentyűs hangszerek, ének az Invocation of the Continual One című dalban.
- Pete Sandoval – dob, ütőhangszerek